# Méguillaume
Méguillaume ist eine ehemalige französische Gemeinde im Département Orne. Ab 1822 war Méguillaume ein Ortsteil der Gemeinde Chênedouit, welche 2016 Teil der neuen Gemeinde Putanges-le-Lac wurde.

## Entwicklung
Die Gemeinde entstand 1793 im Verlauf der Französischen Revolution und zählte zu diesem Zeitpunkt 138 Bewohner. Sie gehörte dem Kanton Putange an und trug zuerst den Namen Meguillaume, bevor die Schreibweise im Jahr 1801 in Méguillaume geändert wurde. Trotz eines leichten Bevölkerungszuwachses in den darauffolgenden Jahren wurde die Kommune 1822 zusammen mit Le Repas nach Chênedouit eingemeindet.

## Ortskirche
Die Kirche von Méguillaume entstand im 13. Jahrhundert als Nachfolgergebäude eines noch älteren Gotteshauses, das vermutlich zur Zeit Wilhelms des Eroberers errichtet wurde. Sie ist dem Heiligen Sebastian geweiht und entstand in ihrer ursprünglichen Form auf Initiative eines südfranzösischen Mönchs, der zum Mont-Saint-Michel gepilgert ist. Neben dem Namenspatron der Kirche spielen die Heiligen Stapinus, der für die Milchabgabe der Kühe verantwortlich gemacht wird, sowie Mamertus eine übergeordnete Rolle.
Im Inneren des Gebäudes befindet sich unter anderem ein mittelalterliches Taufbecken, das in achteckiger Form konstruiert ist, was den Übergang von der Erde zum Himmel symbolisieren soll. Um die Kirche herum ist ein Friedhof angelegt.